# John La Farge (Künstler)

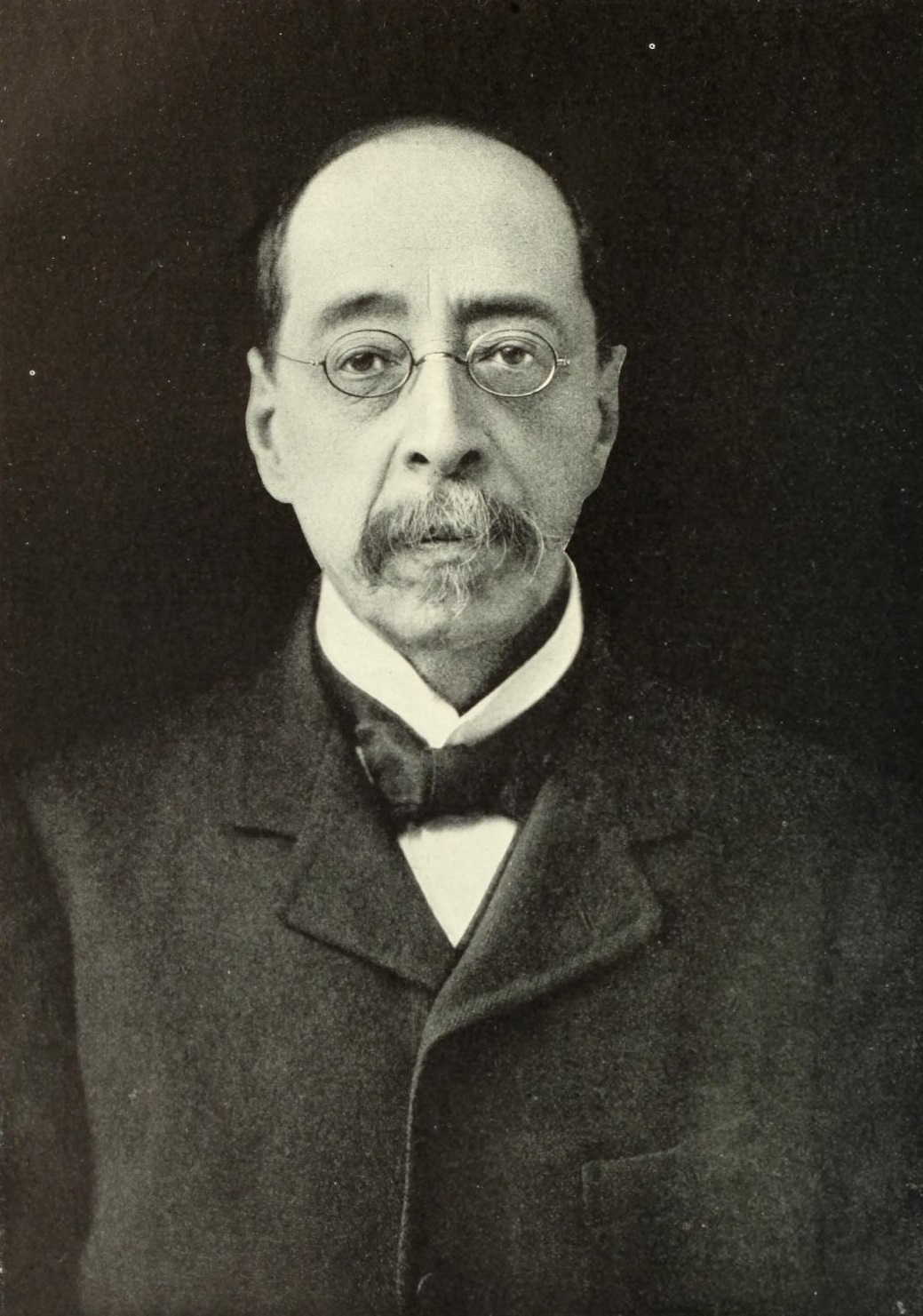
John La Farge, 1902

John La Farge (* 31. März 1835 in New York City, Vereinigte Staaten; † 14. November 1910 in Providence, Rhode Island) war ein US-amerikanischer Maler, Innenarchitekt und kunsthistorischer Sachbuchautor.

## Leben und Ausbildung
La Farge war einer von mehreren Söhnen reicher französischer Eltern und wurde zweisprachig aufgezogen. Bereits als Kinder veröffentlichten er und seine Brüder das französischsprachige Magazin Le Chinois.:17 Während seines Studiums an der Mount St. Mary’s University in Emmitsburg, Maryland sowie an der Fordham University in New York begann er, sich für Kunst zu interessieren. Seine Pläne für ein Jurastudium gab er auf, nachdem er 1856 Paris besucht und die dortige Kunstszene gesehen hatte; stattdessen studierte er bei Thomas Couture und lernte darüber bekannte Intellektuelle kennen. La Farge belegte ebenfalls Kurse bei William Morris Hunt in Newport, Rhode Island.

### Privatleben
La Farge heiratete am 15. Oktober 1860 in Newport Margaret Mason Perry (1839–1925), deren Vater ein Nachkomme von Thomas Prence war, der Eastham, Massachusetts mitbegründet hatte und im 17. Jahrhundert mehrfach Gouverneur der Plymouth Colony gewesen war. Zu Margarets väterlichen Vorfahren zählte ebenso William Brewster, einer der Passagiere der Mayflower. Ihre Großeltern mütterlicherseits waren Sarah Franklin Bache und Richard Bache, was sie zur Ururenkelin von Deborah Read und Benjamin Franklin machte. Ihr Bruder Thomas Sergeant Perry lehrte an der Harvard University und war mit der Künstlerin Lilla Cabot Perry verheiratet.
Das Paar bekam insgesamt acht Kinder, von denen sieben das Erwachsenenalter erreichten. Der älteste Sohn Christopher Grant La Farge war Partner des New Yorker Architekturbüros Heins & LaFarge. Er war für Projekte der Beaux-Arts-Architektur verantwortlich und entwarf unter anderem die byzantinische Cathedral of Saint John the Divine in New York, das heute nicht mehr existente Gebäude der Verbindung St. Anthony Hall in Yale sowie die ursprünglichen Astor-Court-Gebäude des Bronx Zoo. Zu seinen Söhnen zählen der Schriftsteller Christopher La Farge und der Anthropologe Oliver La Farge.
John La Farges Tochter Frances Aimee bekam mit ihrem Mann Edward H. Childs ihre Tochter Frances Sergeant Childs, die zu den Gründern des Brooklyn College gehörte, wo sie das Fach Geschichte unterrichtete.
Oliver Hazard Perry La Farge arbeitete ebenfalls als Architekt, unter anderem als Partner von Marshall Latham Bond, und entwarf das heute noch bestehende Perry Building in Seattle. Später entwarf er vorwiegend Firmengebäude für General Motors.
Der jüngste Sohn John La Farge wurde Jesuiten-Priester und ein engagierter Verfechter anti-rassistischer Reformen.
John La Farge starb 1910 im Butler Hospital in Providence, Rhode Island und wurde auf dem Green-Wood Cemetery in Brooklyn beerdigt. Seine Aufzeichnungen befinden sich heute im Bestand der Bibliothek der Yale University.

### Berufliches Wirken

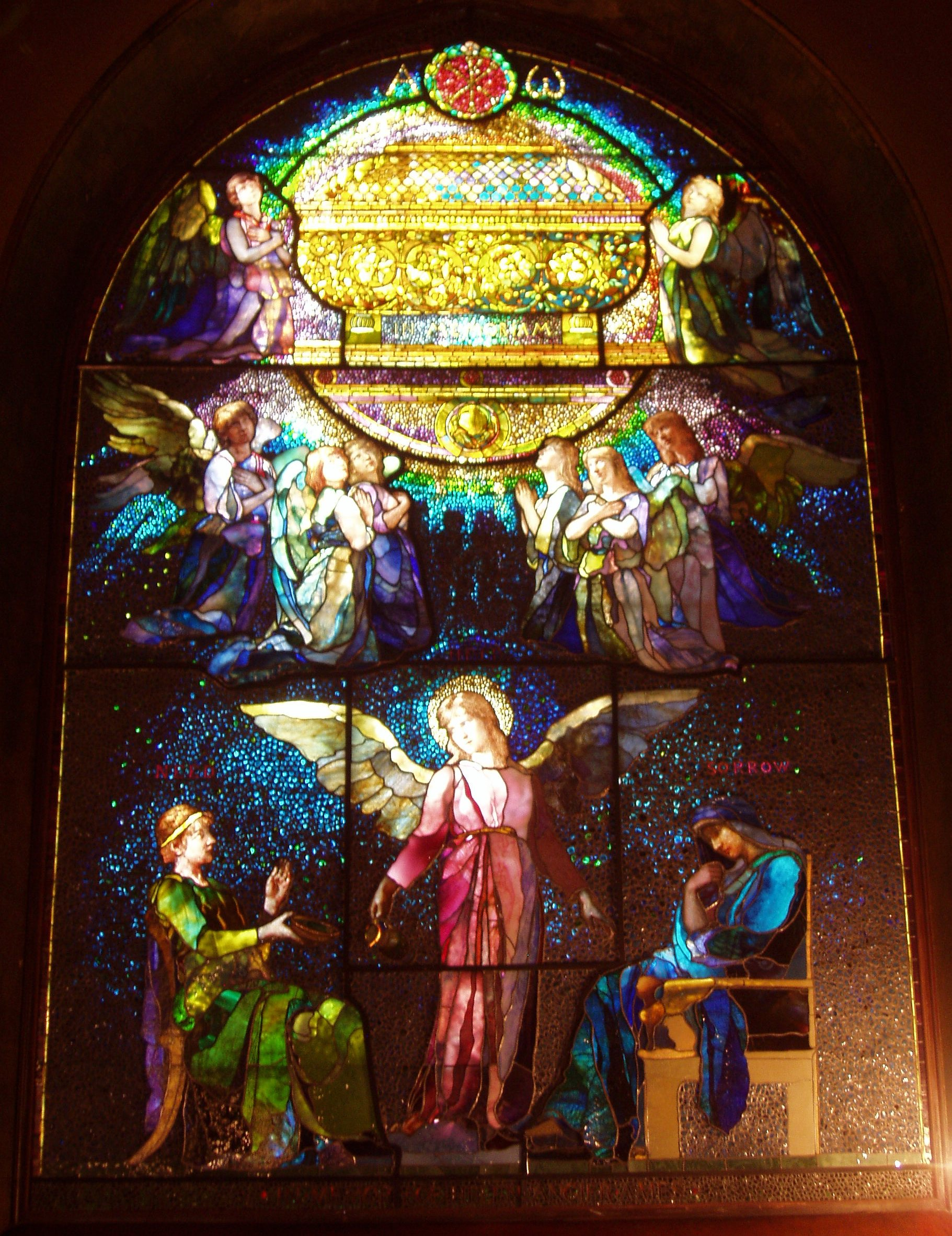
Angel of Help, 1886

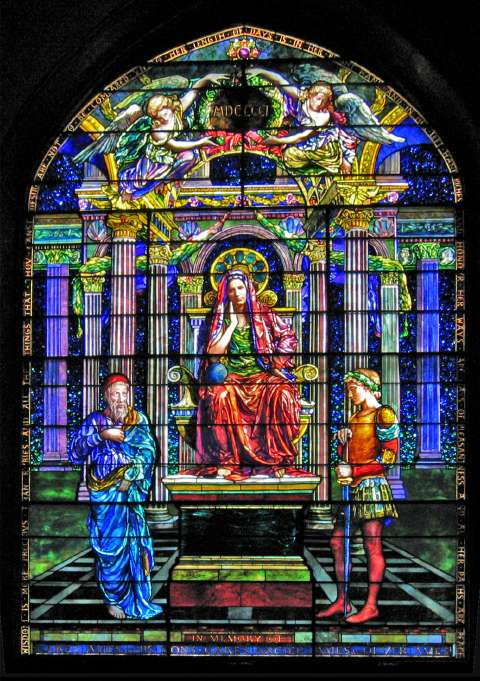
Figures of Wisdom, 1901

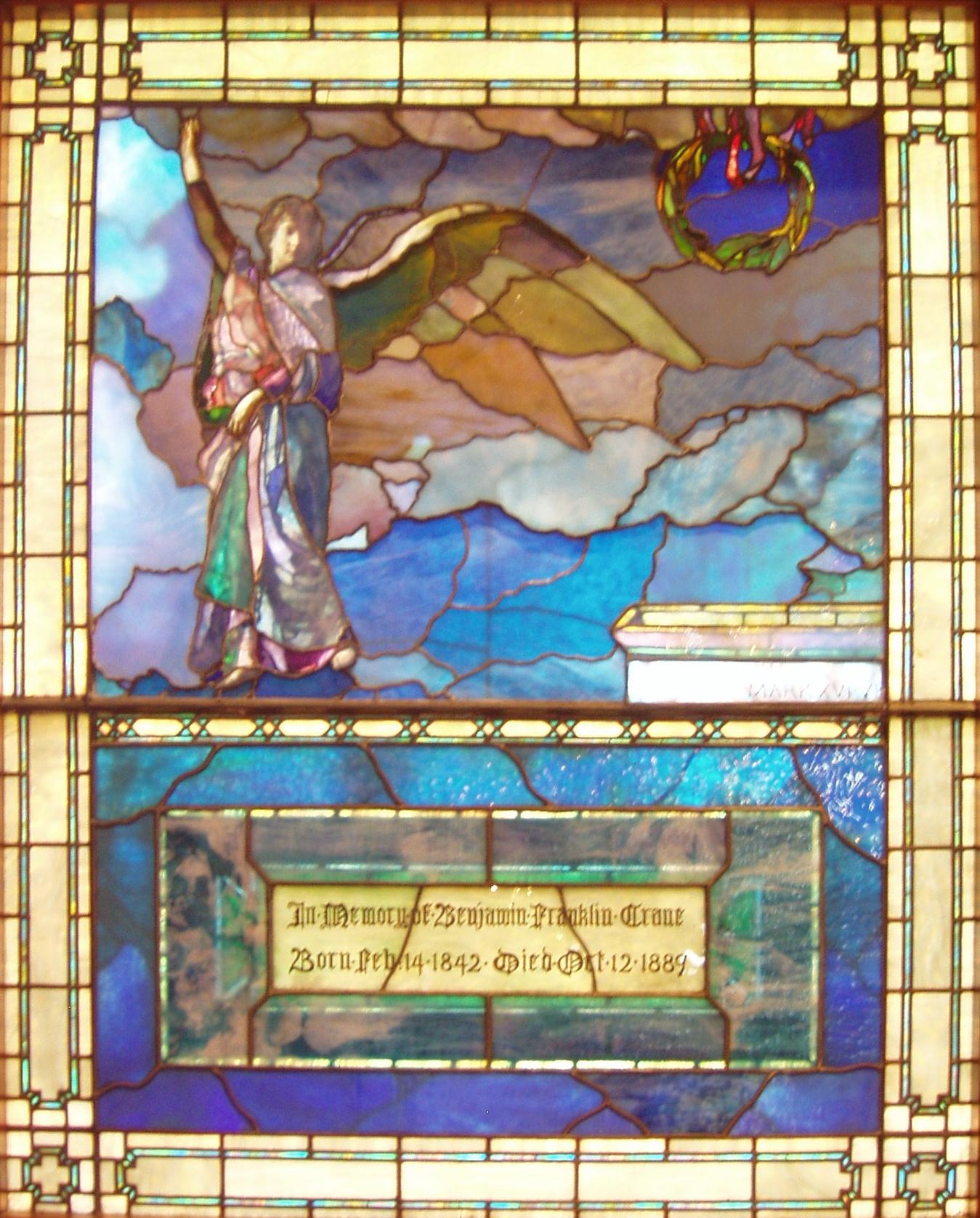
Angel at the Tomb, Thomas Crane Public Library

Bereits in seinen ersten eigenen Arbeiten, die er in Newport anfertigte, zeigt sich eine eigene Handschrift, vor allem im Hinblick auf die Farbgestaltung. Viele seiner mythologischen und religiösen Gemälde – darunter das Werk Virgil – erstellte er in einem Wald in einer Region von Rhode Island, die als „Paradise“ bekannt ist. La Farge war einer der ersten Maler, die sich mit der japanischen Kunst beschäftigten; viele seiner Werke zeigen einen entsprechenden Einfluss. Er arbeitete vorwiegend in einem Studio an der 51 West 10th Street in Greenwich Village, das heute zum Campus des Eugene Lang College der New School University gehört.
Zwischen 1859 und 1870 illustrierte er der Ballade Enoch Arden von Alfred Tennyson sowie den Gedichtband Men and Women von Robert Browning. In den 1870er Jahren begann La Farge mit der Anfertigung von Muralismen, die zu dieser Zeit vor allem in öffentlichen Gebäuden und Kirchen beliebt waren. Sein erstes Werk dieser Art war ein 1873 erstelltes Wandgemälde in der Bostoner Trinity Church, später folgten unter anderem Arbeiten in der Church of the Ascension, Episcopal (Manhattan) sowie der St. Paul’s Chapel der Columbia University. Noch im Alter von 71 Jahren erstellte er für das Minnesota State Capitol vier große Lünetten, deren Bilder die Rechtsgeschichte darstellen. Eine ähnliche Serie fertigte er für das Gebäude des State Supreme Court in Baltimore an. Neben öffentlichen nahm er auch private Arbeiten an, unter anderem im Jahr 1883 einen rund 100.000 US-Dollar (heute ca. 2.792.000 Dollar) umfassenden Auftrag von Cornelius Vanderbilt.
La Farge unternahm ausgedehnte Reisen nach Asien und in den Südpazifik, um sich für seine Malerei inspirieren zu lassen. 1886 besuchte er Japan, 1890 und 1891 folgte Polynesien, wo er insbesondere die Kultur Tahitis studierte. Auf seinen Reisen wurde er regelmäßig von Henry Adams begleitet. Im September 1890 erreichte La Farge Hawaii, wo er die Landschaften Oahus sowie einen aktiven Vulkan auf der Insel Hawaii malte.
1892 arbeitete er im Rahmen der Metropolitan Museum of Art Schools als Berufslehrer für New Yorker Kunststudenten. Von 1899 bis 1904 war er Präsident der National Society of Mural Painters.
La Farge beherrschte eine Vielzahl altertümlicher und moderner Sprachen und besaß umfassende Kenntnisse auf den Gebieten der Literatur und Kunst. Obwohl er vieles in Frage stellte, behielt er die Traditionen religiöser Kunst bei und hielt auch an seinem katholischen Glauben fest.

## Glasmalerei
La Farge experimentierte viel mit Farben und ihrer Anwendung in der Glasmalerei. Er stützte sich dabei auf die Vorbilder mittelalterlicher Fenstergestaltungen, erarbeitete eigene Verfahren zur Schichtung und Verschmelzung der Glasteile und fügte neue Gestaltungsaspekte wie Opaleszenz hinzu. Opalisierendes Glas war bereits seit Jahrhunderten für die Herstellung von Essgeschirr bekannt, wurde aber von La Farge erstmals in flache Stücke geformt, die als Fensterscheiben oder für andere dekorative Objekte genutzt werden konnten. Er arbeitete dabei eng mit einer Glasmanufaktur in Brooklyn zusammen. Mitte der 1870er Jahre zeigte La Farge das Ergebnis seiner Experimente Louis Comfort Tiffany, der sich sehr für die neue Technik interessierte. Nur wenige Jahre später kam es zwischen beiden Männern zu diesbezüglichen Patentstreitigkeiten.:34
Am 10. November 1879 beantragte John La Farge ein Patent für seine Entwicklungen, kurz nachdem in einem Zeitungsartikel über sein jüngstes Werk für Richard Derby als „die erste Anwendung eines neues Materials (opalisierendes Glas) bei der Fensterherstellung“ berichtet worden war. Das Patent wurde mit der Nummer 224,831 am 24. Februar 1880 erteilt und enthielt technische Angaben zur Herstellung von opalisierendem Glas und seiner Schichtung zur Herstellung von Fensterscheiben. Acht Monate später reichte Tiffany ein sehr ähnliches Patent ein, das ihm 1881 unter der Nummer 237,417 zugesprochen wurde. Im Wesentlichen unterschieden sich die beiden Patente in technischen Details, bspw. im Hinblick auf den Luftspalt zwischen zwei Glasschichten. Da das Patent von La Farge schwerpunktmäßig das Material beschrieb und das von Tiffany eher auf Herstellungsprozesse fokussierte, konnte keiner der beiden Künstler derartige Fenster herstellen, ohne die Genehmigung des jeweils anderen einzuholen. Es ist wissenschaftlich nicht eindeutig geklärt, ob und in welcher Form es Vereinbarungen zwischen La Farge und Tiffany zur gegenseitigen Patentnutzung gab. Sicher ist hingegen, dass La Farge 1882 plante, Tiffany wegen einer Verletzung seines Patents zu verklagen. Da es keine Gerichtsunterlagen zu einem solchen Fall gibt, kam es höchstwahrscheinlich nicht zu einem tatsächlichen Verfahren, jedoch existieren zahlreiche Hinweise auf diese Streitigkeit in den überlieferten Briefen beider Künstler. Es wird vermutet, dass sie aufgrund der steigenden Beliebtheit des opalisierenden Glases und des wachsenden Interesses anderer Künstler darauf verzichteten, ihre Patentansprüche juristisch einzufordern.
John La Farge fertigte eine große Vielzahl von Fenstern an, darunter:
- Trinity Church (Boston) (1877–78)
- Biltmore Estate in Asheville, North Carolina (1881)
- Church of St. Joseph of Arimathea in Greenburgh, New York (1883)
- Unity Church in North Easton, Massachusetts (1882)[18]
- St. Paul’s Chapel, Columbia University, NYC (1888–99)
- First Unitarian Church of Detroit (1890)
- First Unitarian Church of Philadelphia (1891)
- Trinity Episcopal Church in Buffalo, New York (1886–89)
- All Saints Episcopal Church, Briarcliff Manor, New York (1889)
- Church of the Transfiguration, Episcopal, New York City (1898)
- Mount Vernon Church, Boston, 1890s[19]
- Our Lady of Mercy Chapel an der Salve Regina University in Newport, Rhode Island
- Christ Church in Lincoln, Rhode Island
- Cathedral of All Saints, Albany, New York
- Thomas Crane Public Library
- Judson Memorial Church, New York

Mehrere seiner Fenster, darunter Peonies Blown in the Wind (1880), befinden sich heute in der Sammlung des Metropolitan Museum of Art.

## Gemälde (Auswahl)

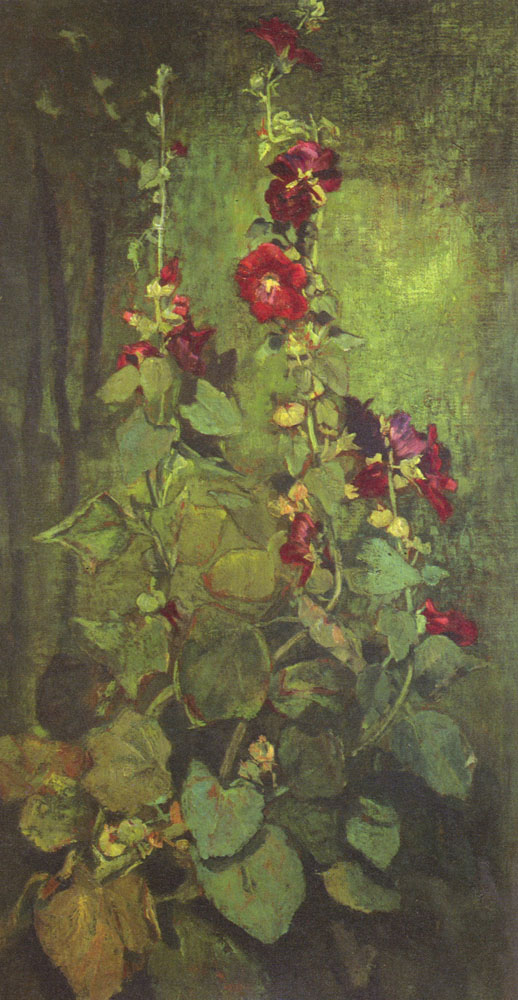
Agathon to Erosanthe, Votive Wreath, 1861
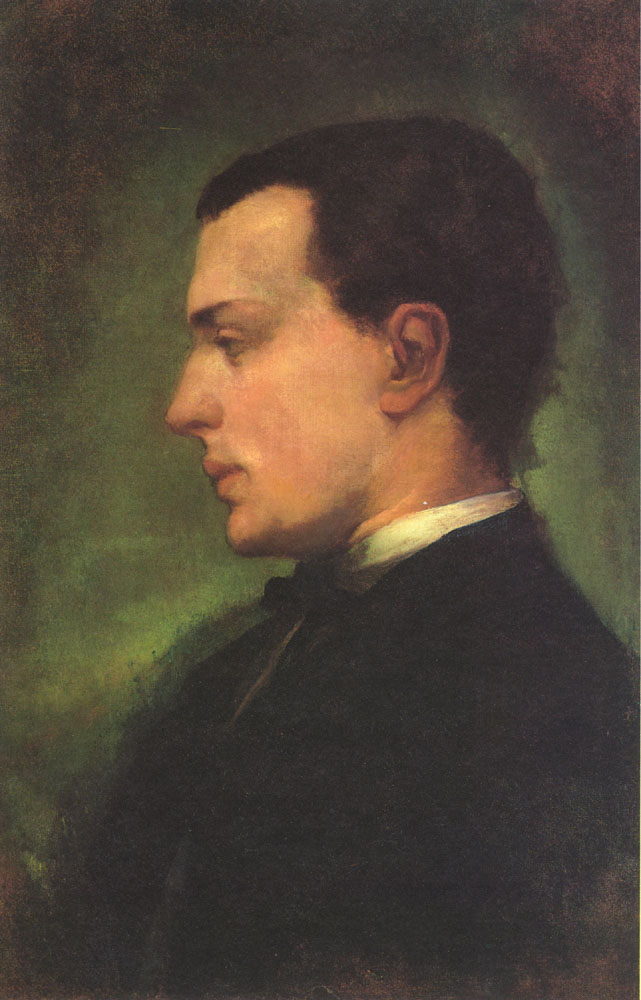
Porträt von Henry James, 1862
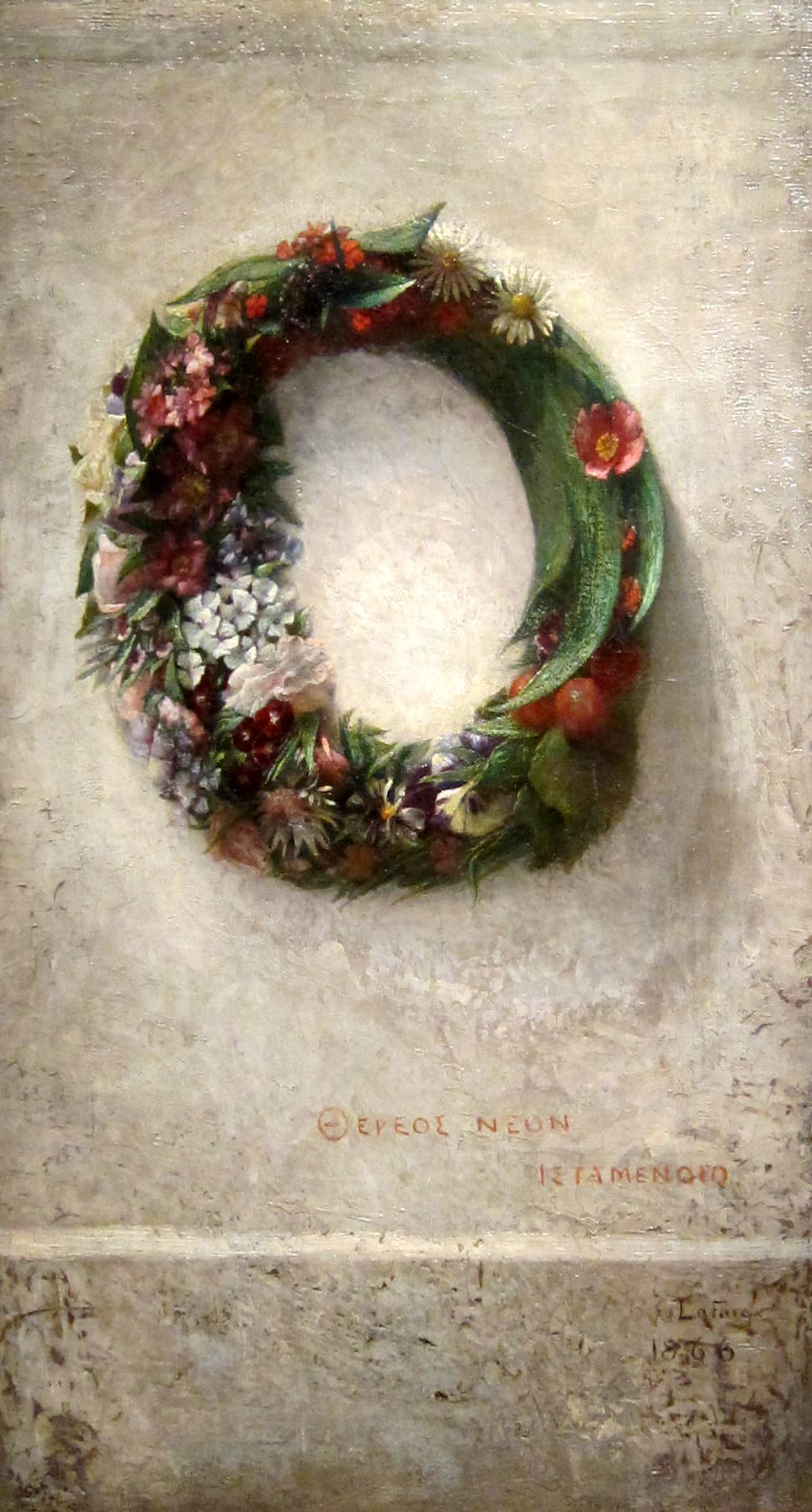
Wreath of Flowers, 1866, Smithsonian American Art Museum
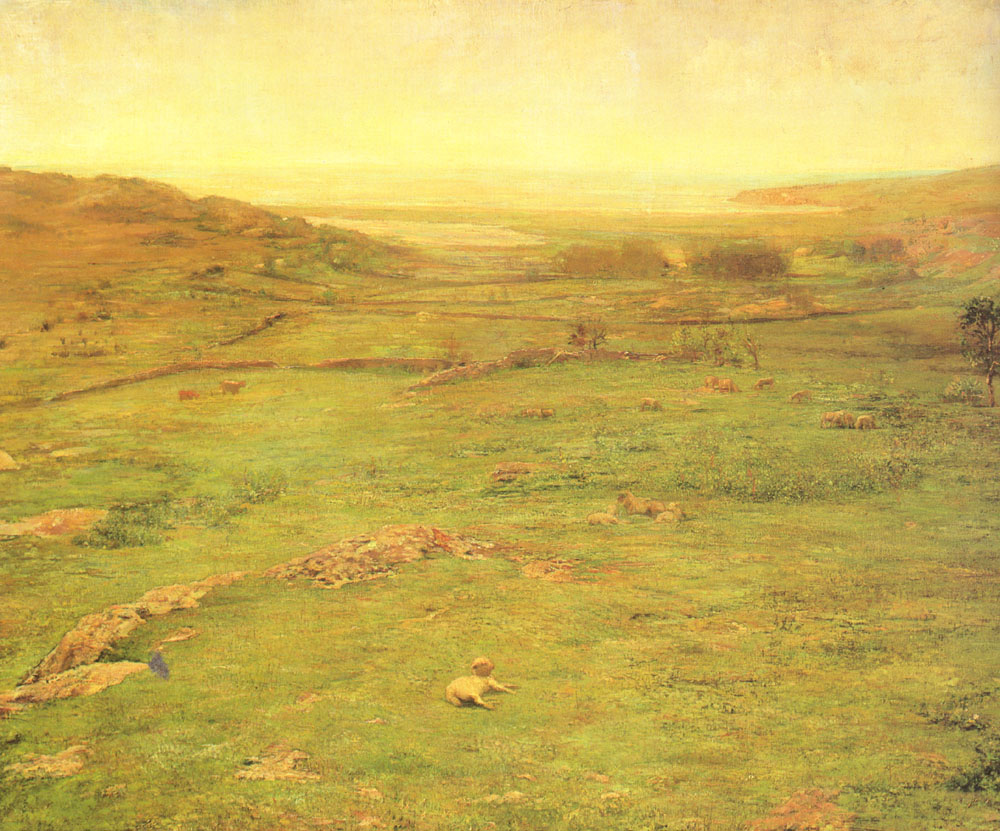
Paradise Valley, 1866–68
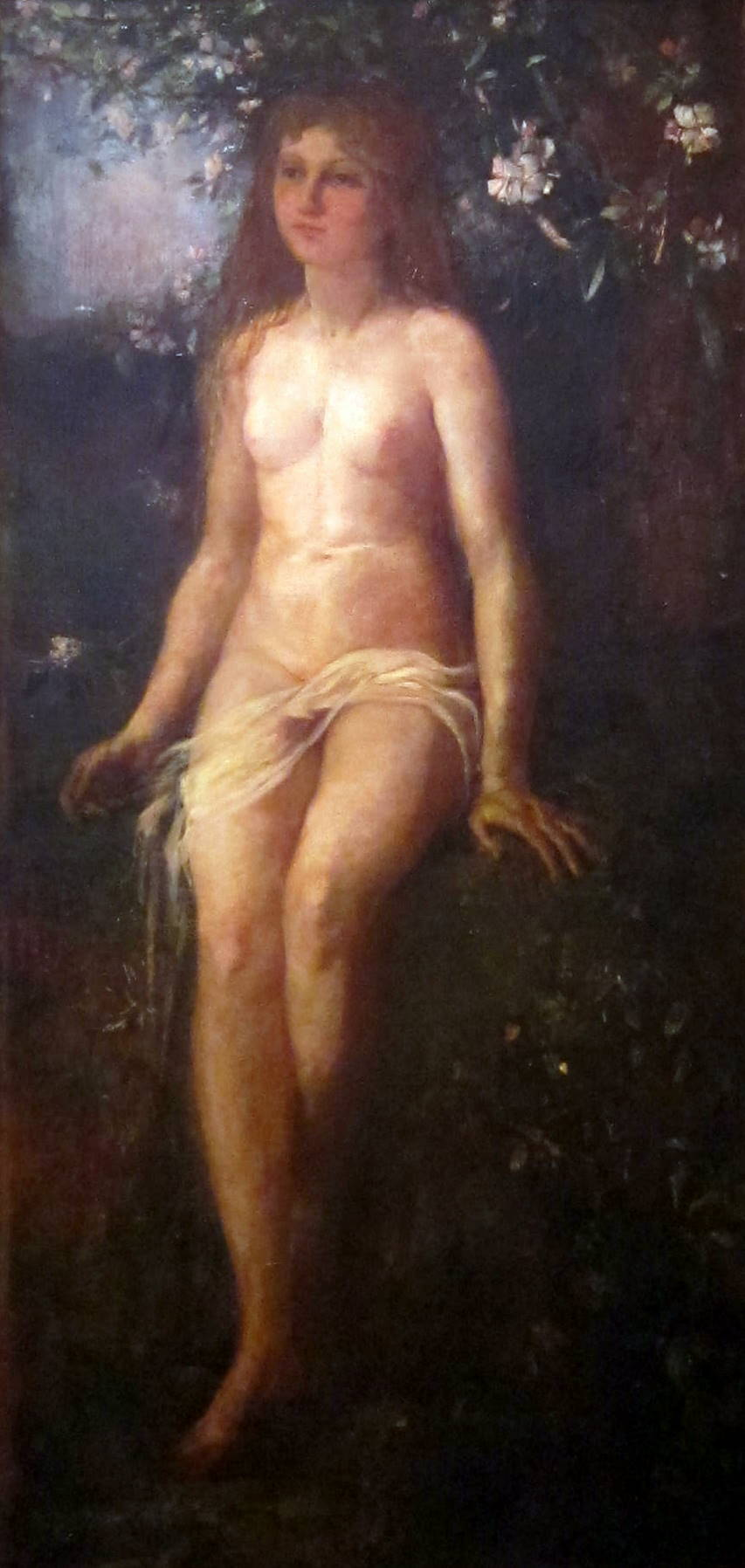
The Golden Age, 1878, Smithsonian American Art Museum
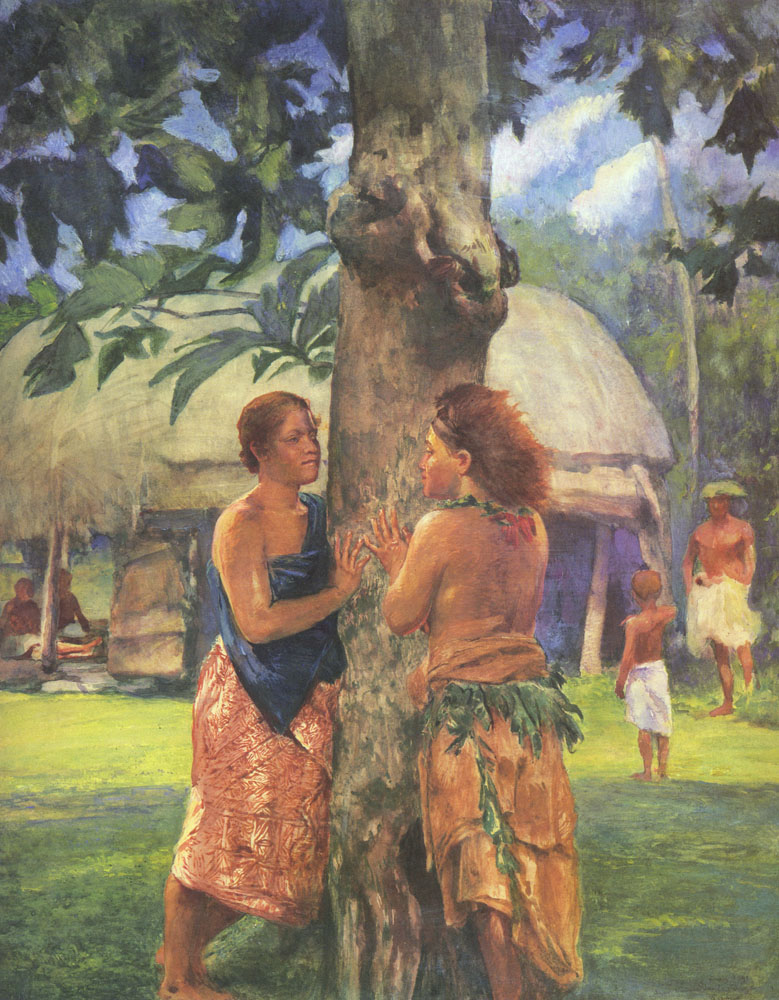
Portrait of Faase, the Taupo of the Fagaloa Bay, Samoa, 1881
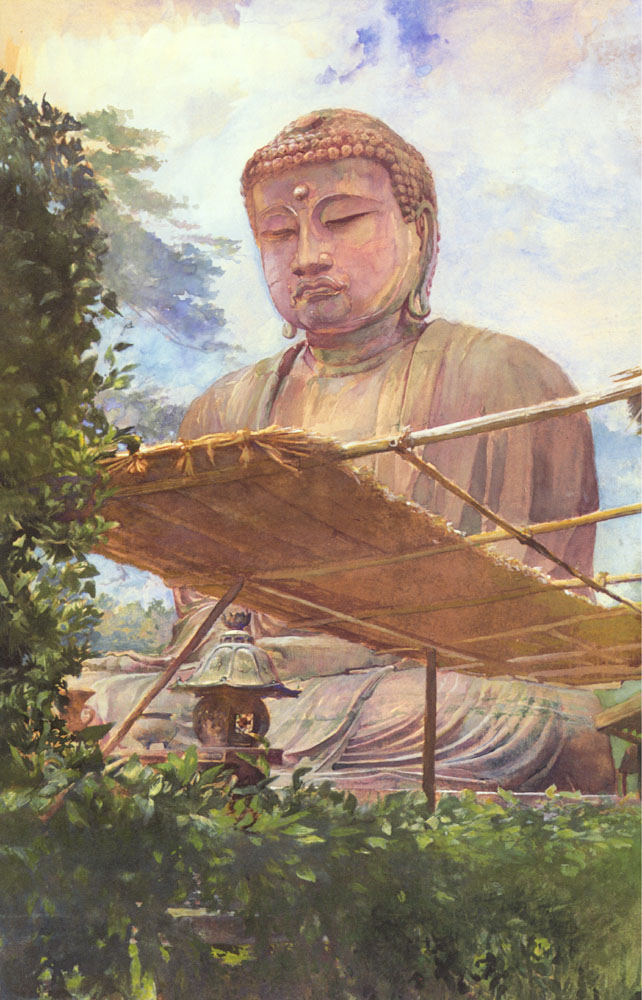
The Great Statue of Amida Buddha at Kamakura, 1886
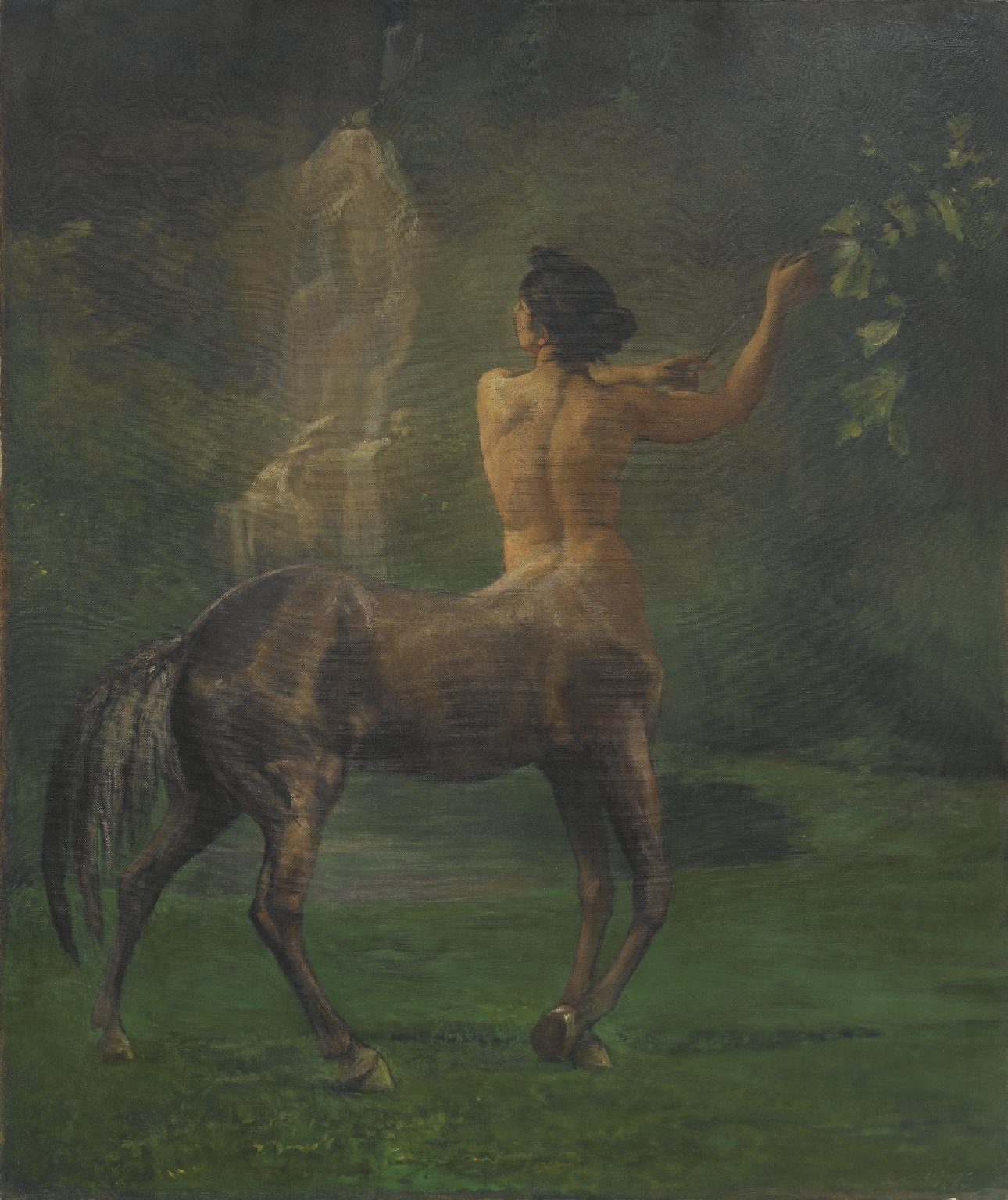
Centauress, ca. 1887
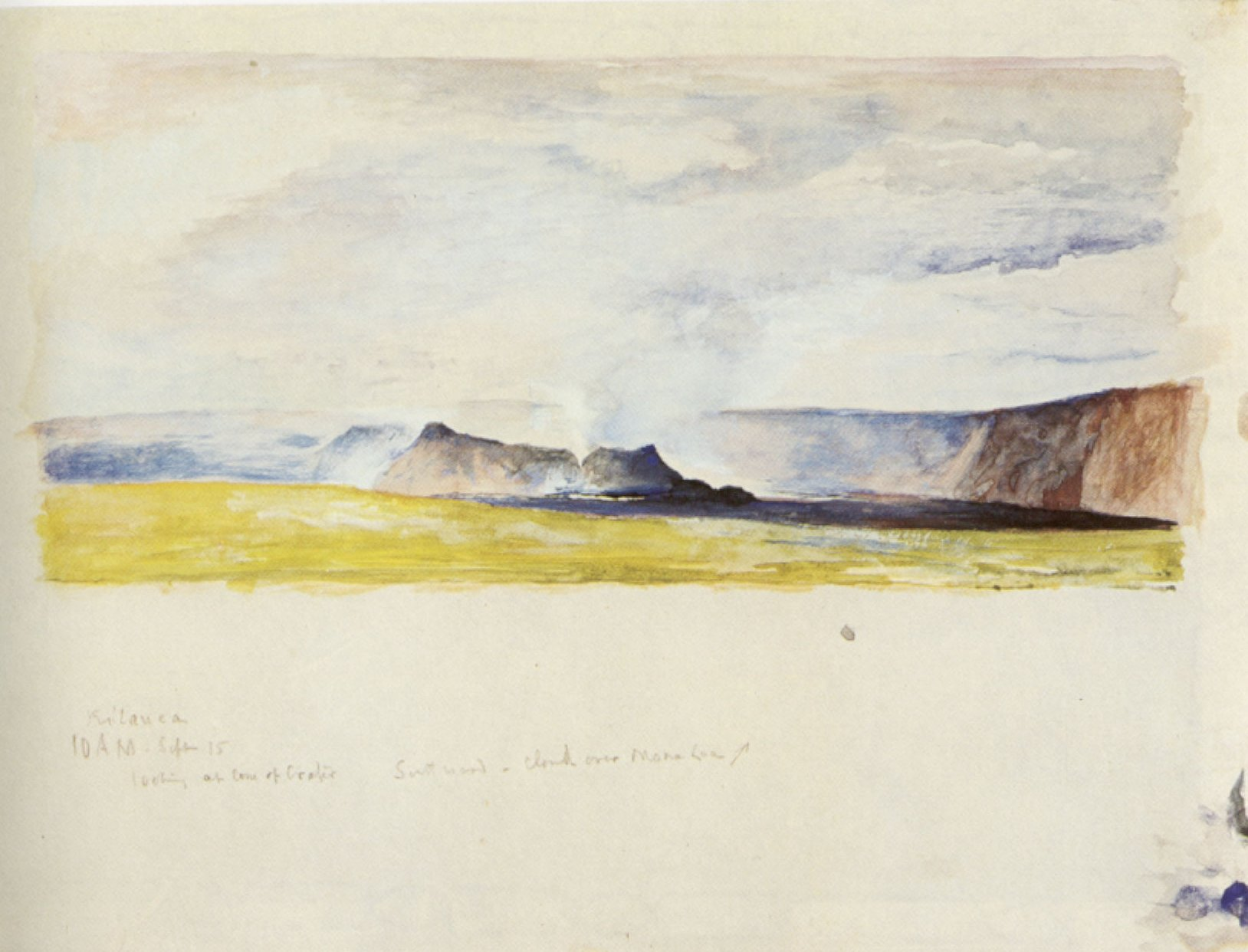
Kilauea, Looking at Cone of Crater, 1890, Honolulu Museum of Art
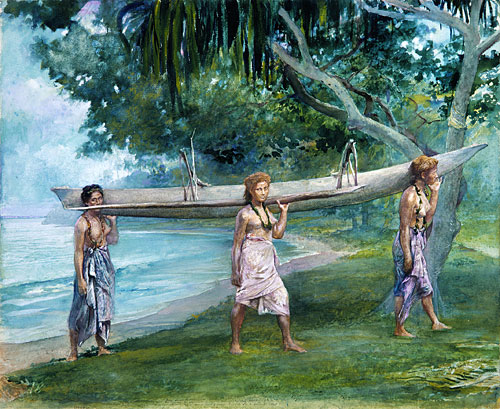
Girls Carrying a Canoe, Vaiala in Samoa, 1891
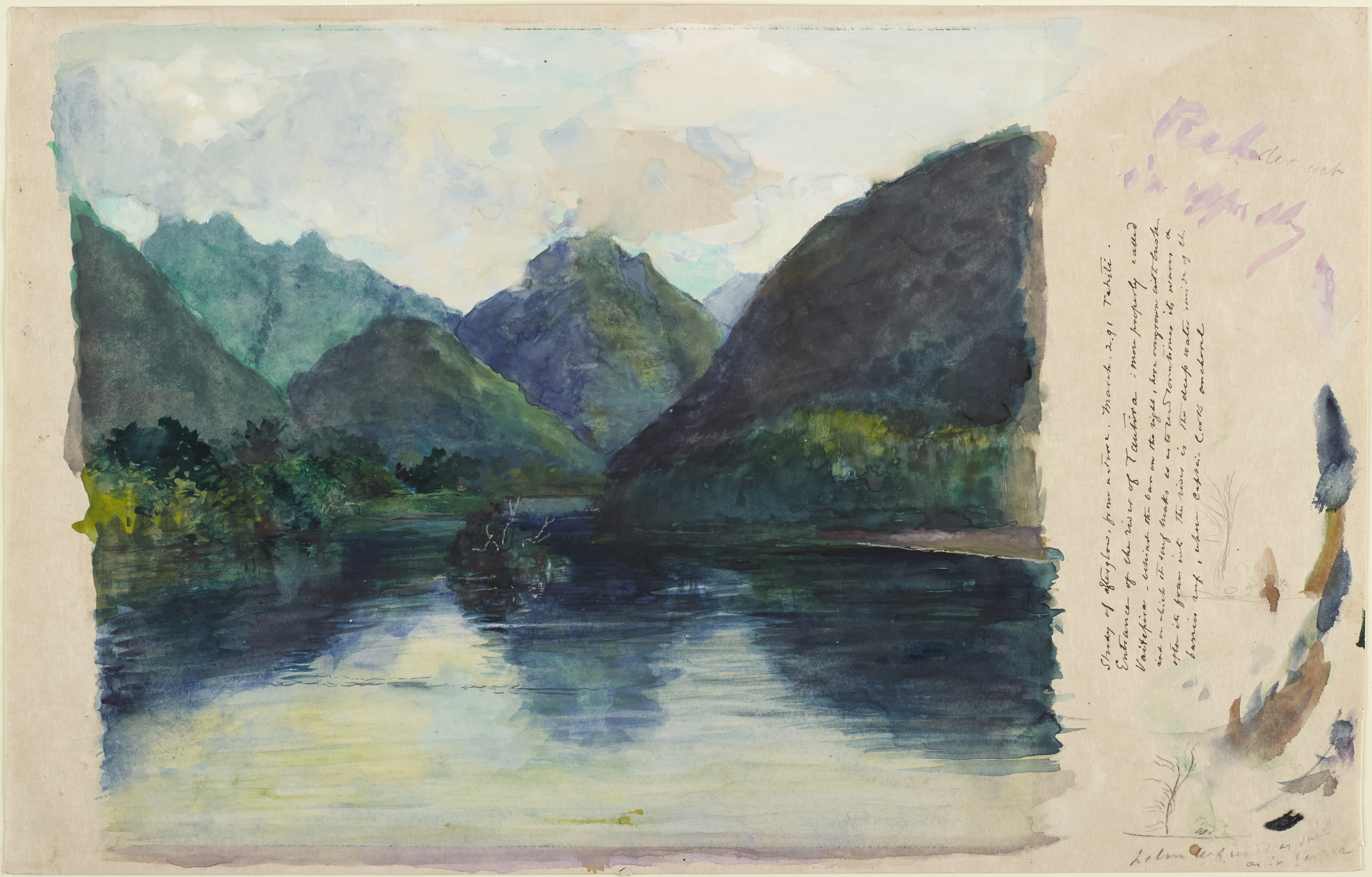
Study of Afterglow from Nature (Tahiti: Entrance to Tautira Valley), 1891, Princeton University Art Museum
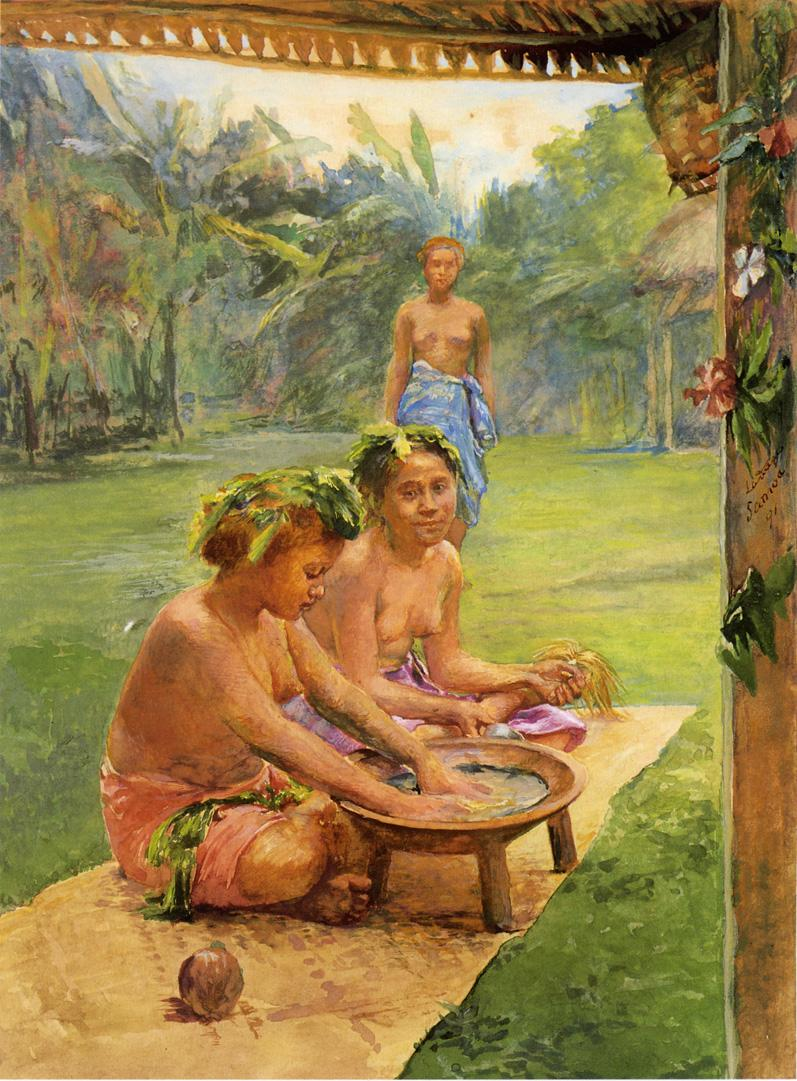
Young Girls Preparing Kava Outside of the Hut whose Posts are Decorated with Flowers, 1891
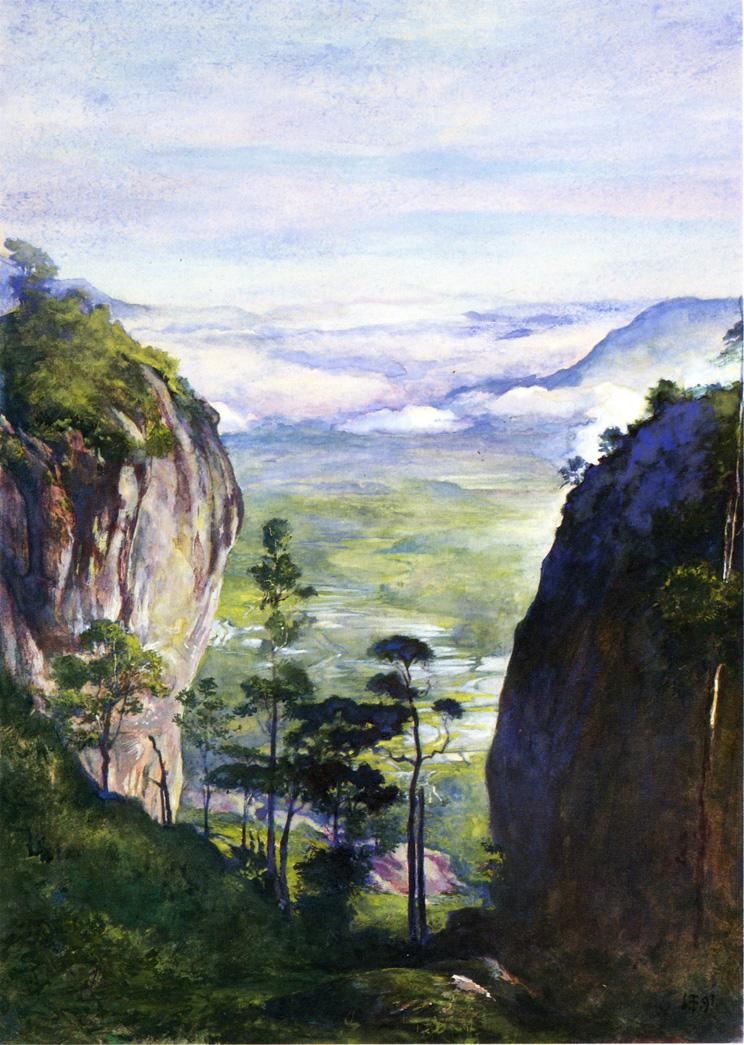
View in Ceylon, near Dambula
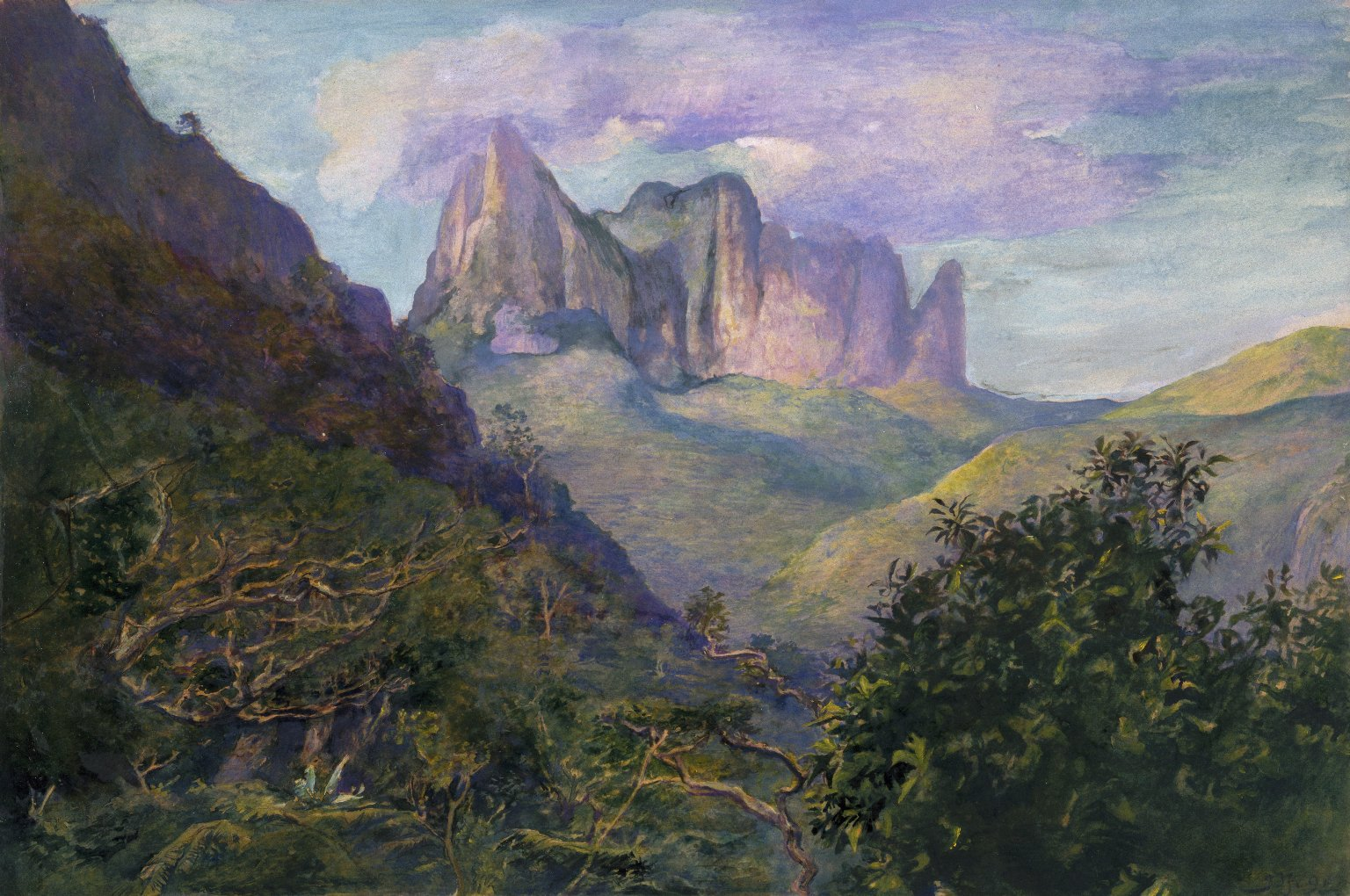
Diadem Mountain at Sunset, Tahiti – Brooklyn Museum
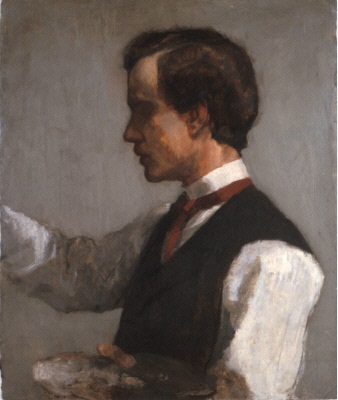
Porträt von William James, ca. 1859
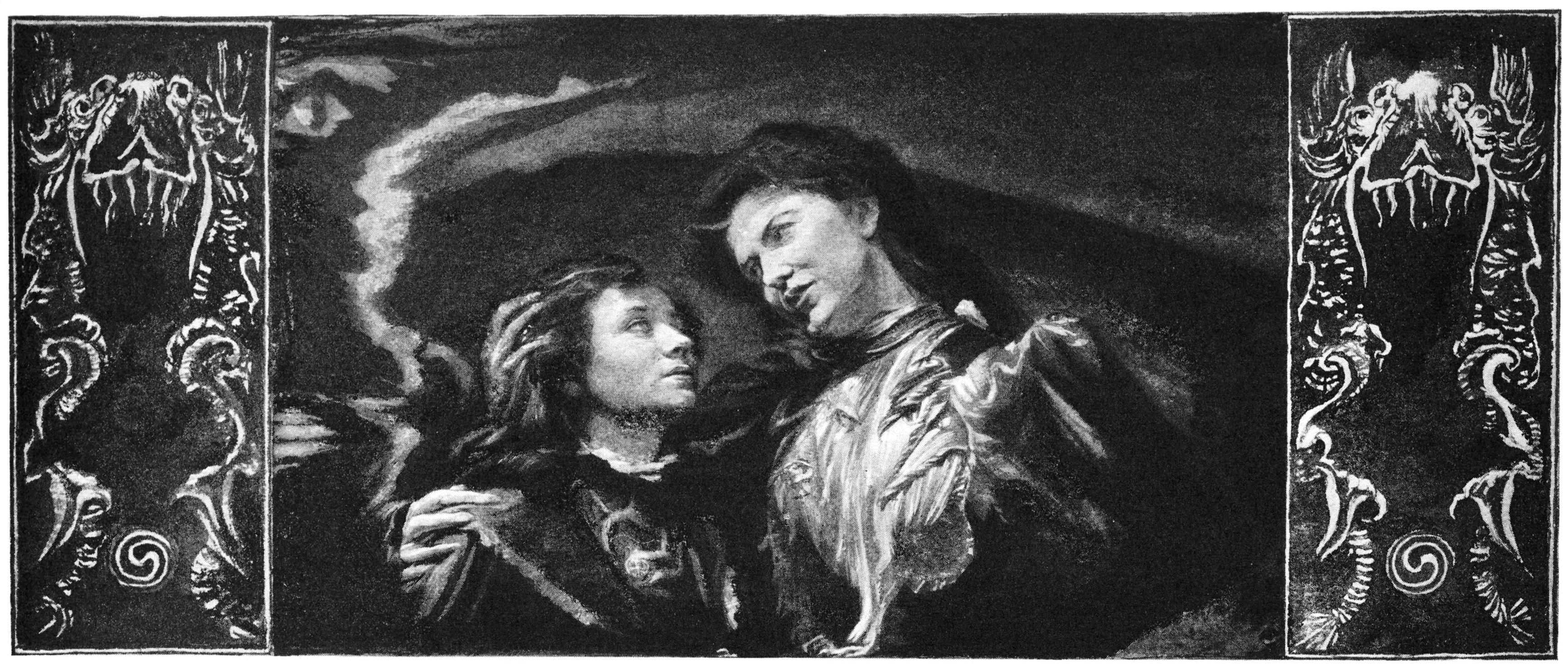
Titelgrafik für den Fortsetzungsroman The Turn of the Screw im Collier’s Weekly, 1898

## Auszeichnungen
John La Farge wurde von der französischen Regierung mit dem Ritterkreuz der Ehrenlegion (Chevalier de la Légion d’Honneur) ausgezeichnet. 1868 wurde er in die National Academy of Design aufgenommen, von 1889 bis 1904 war er der gewählte Präsident der National Society of Mural Painters, und 1904 gehörte er zu den ersten sieben Mitgliedern der American Academy of Arts and Letters. John La Farge steht am 16. Dezember gemeinsam mit Ralph Adams Cram und Richard Upjohn im Heiligenkalender der Episkopalkirche der Vereinigten Staaten von Amerika.

## In der Popkultur
„John La Farge“ ist eine Nebenfigur im Roman The Hearth and Eagle von Anya Seton.